# Psoralea verrucosa
Psoralea verrucosa är en ärtväxtart som beskrevs av Carl Ludwig von Willdenow. Psoralea verrucosa ingår i släktet Psoralea och familjen ärtväxter. Inga underarter finns listade i Catalogue of Life.